# Aleksandr Obuchow (2014)
BT-730 Aleksandr Obuchow (ros. БT-730 Александр Обухов) – rosyjski trałowiec bazowy projektu 12700 z początku XXI wieku. Nosi numer burtowy 507.

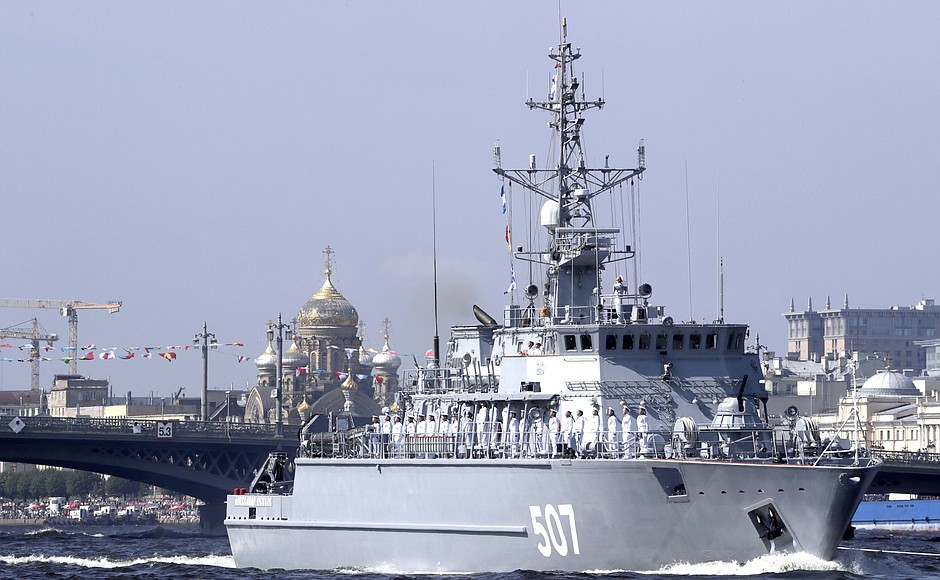
„Aleksandr Obuchow” na paradzie morskiej w 2018 r. w Petersburgu

## Budowa
„Aleksandr Obuchow” był prototypowym okrętem nowego pokolenia rosyjskich trałowców projektu 12700 z początku XXI wieku. Zaprojektowany został przez Centralne Biuro Projektów Marynarki Wojennej „Ałmaz” pod oznaczeniem kodowym Aleksandrit na potrzeby rosyjskiej marynarki wojennej. Okręty projektu 12700, określane w Rosji także jako „okręty strefy morskiej” (korabl morskoj zony), są uniwersalnymi okrętami obrony przeciwminowej, które mogą zwalczać miny morskie w sposób klasyczny za pomocą trałów, jak i urządzeń bezzałogowych do niszczenia min.
Okręt nazwany został na cześć zmarłego w 2009 roku kapitana I rangi, Bohatera Związku Radzieckiego, Aleksandra A. Obuchowa. Otrzymał ponadto oznaczenie taktyczne BT-730 (bazowyj tralszczik – trałowiec bazowy). Wszedł w skład Floty Bałtyckiej, z numerem burtowym 507.
Stępkę położono 22 września 2011 roku w Stoczni Środkowonewskiej w Petersburgu (ros. Средне-Невский судостроительный завод) pod numerem budowy 521, a kadłub, wykonany z kompozytów z włókna szklanego, zwodowano 27 czerwca 2014 roku.

## Podstawowe parametry techniczne
- Wyporność 890 t
- długość 61,7 m[1]
- szerokość 10,8 m[1]
- prędkość 16,5 w[1]
- załoga 44 osoby[1].
- napęd: silnik wysokoprężny M-503 o mocy 2500 KM[3][1].
- zasięg: 1500 Mm przy prędkości 10 w[1]

### Uzbrojenie
- jedno sześciolufowe działko przeciwlotnicze kalibru 30 mm AK-306 (na dziobie)[1]
- jeden karabin maszynowy KPW 14,5 mm (na rufie)[1]
- dwie wyrzutnie przeciwlotniczych pocisków rakietowych obrony bezpośredniej 9K38 Igła[1],
- miny typów: UDM, UDM-2, UDM-500, MTPK-1, MTPK-2, MRPK-1, PMR-1, PMR-2[2].

## Służba
- 26 lipca 2015 roku, jeszcze na etapie wyposażania, okręt został przeholowany do Bałtyjska w celu zademonstrowania na Święcie Marynarki Wojennej[4]
- 9 grudnia 2016 podniósł w Kronsztadzie banderę Marynarki Wojennej Rosji i został wcielony do Floty Bałtyckiej[5]
- 14 maja 2017 przybył do swojej stałej bazy w Bałtyjsku[2]
- 23 czerwca 2017 brał udział w ćwiczeniach sił trałowych Floty Bałtyckiej[2]
- w lipcu 2017 wziął udział w paradzie morskiej z okazji Święta Marynarki Wojennej[2]
- w 2018 wziął udział w Głównej Paradzie Marynarki Wojennej z okazji Święta Marynarki Wojennej w Petersburgu[2]
- 28 lipca 2019 wziął udział w Głównej Paradzie Marynarki Wojennej z okazji Święta Marynarki Wojennej[2].

W 2024 roku w wyniku udanych działań służb wywiadu ukraińskiego, okręt został trafiony w kanał dymowy, przez co woda przedostała się do głównego silnika, a to doprowadziło do jego poważnego uszkodzenia. Trałowiec został skierowany do generalnego remontu, jednak uszkodzony silnik M-503 jest towarem deficytowym, a naprawa jest trudna technicznie i kosztowna. 